# Буш, Эбба
Эбба Буш (швед. Ebba Busch; в 2013—2020 — Эбба Буш Тур, Ebba Busch Thor, урождённая Эбба-Элизабет Буш-Кристенсен, Ebba-Elisabeth Busch-Christensen, род. 11 февраля 1987[…], Гамла-Уппсала, Швеция) — шведский политический и государственный деятель. Председатель партии Христианские демократы с 2015 года. Вице-премьер и министр энергетики и промышленности Швеции с 18 октября 2022 года. Депутат риксдага с 2018 года.

## Биография
Эбба Буш родилась 11 февраля 1987 года в пригороде Уппсалы. Её детство прошло в городке Гунста. Окончила школу при церковном объединении «Слово жизни», после чего получила степень бакалавра в высшей школе Катедральскулан в Уппсале. Изучала конфликтологию в Университете Уппсалы, а летом работала художницей на открытом воздухе. Одновременно она проходила практику под руководством Ларса Волина, а во время парламентских выборов 2010 года работала PR-консультантом в Стокгольме.
Буш Тур считает себя одновременно шведкой и норвежкой, потому что её отец родом из Норвегии; также она обладает двойным гражданством — Швеции и Норвегии.
В 2008—2011 годах — заместитель председателя Kristdemokratiska ungdomsförbundet (KDU), молодёжной организации партии Христианские демократы.
В 2006—2010 годах была секретарём муниципального советника Уппсалы Густава фон Эссена (Gustaf von Essen). На муниципальных выборах 2010 года в Уппсале была третьей в партийном списке, получила 1679 голосов и прошла в совет. На момент избрания ей было 23 года, она стала самым молодым человеком, избранным на эту должность.
В сентябре 2013 года избрана в правление партии Христианские демократы.
Была второй в партийном списке на выборах в Европейский парламент 2014 года. Однако Христианские демократы получили один мандат.
На муниципальных выборах 2014 года в Уппсале возглавляла список и получила 2477 голосов. Вышла из муниципального совета в 2015 году, после избрания лидером партии.
В январе 2015 года лидер партии Христианские демократы Йоран Хёгглунд объявил об отставке. 13 марта 2015 года избирательная комиссия единогласно предложила Эббу Буш в качестве нового лидера партии. 25 апреля 2015 года на безальтернативных выборах избрана новым партийным лидером.
По результатам парламентских выборов 2018 года избрана депутатом риксдага от восточного округа лена Вестра-Гёталанд. Переизбрана в 2022 году. Была членом Комитета по иностранным делам (2018—2022) и членом военной делегации (2018—2022).
18 октября 2022 года получила портфель министра энергетики и промышленности Швеции и пост вице-премьера в правительстве Кристерссона.

## Личная жизнь
В 2013 вышла замуж за футболиста Никласа Тура (род. 1986), после этого они с мужем пользовались общей фамилией Буш Тур (Busch Thor). В 2019 году подали на развод, в 2020 году развелись. Дети: сын (род. 2015), дочь (род. 2017).

## Награды
- Большой крест ордена Данеброг (26 апреля 2024 года, Дания)[8]
- Великий офицер ордена Почётного легиона (30 января 2024 года, Франция)[9]